# Trichomoniáza
Trichomoniáza je sexuálně přenosná nemoc způsobená prvokem bičenkou poševní (Trichomonas vaginalis) a nejčastější parazitární onemocnění pochvy. Bičenka poševní je pohyblivý prvok žijící v pochvě a močové trubici, který způsobuje zánět pochvy (vaginitida) a močové trubice (uretritida). U žen se může projevit poševním výtokem, který je většinou hojný, řídký, zpěněný, zásaditý a nasládlý. Mimo to způsobuje zduření a zrudnutí poševního vchodu a jahodové zbarvení poševní sliznice. U mužů je projev nemoci obecně mírnější či bez příznaků. Případný projev může postihovat prostatu, semenné váčky a močovou trubici. U obou pohlaví se pak může projevovat uretritidou a obtížemi při močení. Nemoc se často projevuje asymptomaticky. V případě neléčení přejde nemoc do chronické fáze, při které jednotlivé symptomy odezní, avšak infikovaná osoba je i nadále infekční. Nemoc usnadňuje průnik HIV infekce.
Nemoc se přenáší výhradně pohlavním stykem. Mimopohlavní přenos je mimořádně vzácný; podle Čepického by „vyžadoval naprosté zanedbání základních hygienických pravidel (např. při společném používání vlhké žínky dvěma ženami).“ Přenos prostřednictvím vody je rovněž nepravděpodobný; podle Roba, Martana a Citterbarta hynou trychomonády ve vodě „za 45–60 minut, v termální vodě za 30 minut až 3 hodiny, ve zředěné moči za 5–6 hodin.“
Diagnostikuje se pomocí mikroskopické analýzy poševního či uretrálního stěru, při které je prokázán prvok. Jinou, vůči pacientu šetrnější, metodou je kultivační vyšetření. Inkubační doba se pohybuje v rozmezí 4 až 20 dní, v průměru však trvá týden. K léčbě je indikován metronidazol, který je však kontraindikován u těhotných žen. Při léčbě trichomoniázy musí být léčen i partner (či partneři), který má s infikovanou osobou pohlavní styk. Po prodělání trichomoniázy nevzniká proti nemoci imunita.
Světová zdravotnická organizace odhaduje roční výskyt trichomoniázy na 170 milionů případů.